# 강태우 (1990년)
강태우(1990년 ~)는 대한민국의 가수다. 2014년 디지털 싱글 앨범 [우럭]으로 데뷔했다.

## 학력
- 경희대학교 아트퓨전디자인대학원 실용음악학과 석사

## 방송
- 보이스 코리아 1 (2012) - Top48

## 공연
- VOICE KOREA 자선콘서트 (2013)